# Elección al Senado de los Estados Unidos en Minnesota de 1936
La elección del Senado de los Estados Unidos de 1936 en Minnesota tuvo lugar el 3 de noviembre de 1936. El Agrario-Laborista titular Elmer A. Benson, quien había sido designado temporalmente por el gobernador Floyd B. Olson en 1935 para ocupar el puesto del fallecido senador republicano Thomas D Schall, optó por postularse para gobernador en lugar de buscar la elección para un mandato completo o para cubrir el resto del mandato no vencido. El gobernador Olson ganó las primarias Agrario-Laborista para la nominación al período completo del Senado, pero murió de cáncer de estómago antes de las elecciones generales. En lugar de Olson, el Partido Agrario-Laborista postuló al Representante de los Estados Unidos, Ernest Lundeen, quien derrotó al exgobernador Theodore Christianson del Partido Republicano de Minnesota en las elecciones generales. Una elección especial celebrada en la misma fecha eligió al candidato republicano Guy V. Howard para servir el resto del mandato de Schall.

## Primarias Demócratas

### Candidatos

#### Declarado
- Patrick J. Delaney.
- Beldin H. Loftsgaarden, senador estatal conservador del distrito 37 desde 1931.

### Resultados
Los resultados fueron los siguientes:
|  | 66.78 % |

|  | 33.22 % |

|  | 100 % |

### Posprimaria
Tras la muerte de Floyd B. Olson, el Partido Demócrata de Minnesota optó por no presentar a sus candidatos en las elecciones para gobernador y senador de 1936. En consecuencia, independientemente del hecho de que el Partido Demócrata de Minnesota había realizado una elección primaria y Delaney había ganado la nominación demócrata en esa elección primaria, Delaney no apareció en la boleta electoral de la elección general.

## Primarias Agrario-Laborista

### Candidatos

#### Declarado
- Floyd B. Olson, 22.º gobernador de Minnesota desde 1931.
- Carl E. Taylor.

### Resultados
Los resultados fueron los siguientes:
|  | 92.64 % |

|  | 7.36 % |

|  | 100 % |

### Posprimaria
Dos meses después de ganar las primarias, Olson murió de cáncer de estómago en la Clínica Mayo en Rochester, Minnesota. El comité central estatal del Partido Agrario-Laborista seleccionó a Ernest Lundeen, quien se había desempeñado en la Cámara de Representantes de los Estados Unidos como Agrario-Laborista desde 1933, había servido anteriormente como republicano en la Cámara de Representantes de los Estados Unidos de 1917 a 1919, y había sido miembro de la Cámara de Representantes de Minnesota no partidista de 1911 a 1914, para llenar la vacante en la nominación del partido.

## Primarias Republicanas

### Candidatos

#### Nominado
- Theodore Christianson, representante de los Estados Unidos desde 1933 y 21.º Gobernador de Minnesota (1925-1931).

#### Eliminado en primaria
- Margaret H. Schall (nombrada en la boleta electoral como "Sra. Thomas D. Schall"), viuda de Thomas D. Schall.

### Resultados
Los resultados fueron los siguientes:
|  | 70.53 % |

|  | 29.47 % |

|  | 100 % |

## Elección general
Lundeen ganó la elección con 260,959 votos más que Christianson.
|  | 62.24 % |

|  | 37.76 % |